# Falant (personatge mític)
Falant (llatí: Phalanthus; grec antic: Φάλανθος) va ser, segons la mitologia grega, un mític líder fenici que va defensar Ialisos a  Rodes i la va conservar per un temps contra els doris dirigits per Ificle, que ja havien conquerit la resta de l'illa. Un oracle li va assegurar que no perdria la ciutat mentre els corbs fossin negres i mentre no hi hagués peixos a l'aigua de la cisterna on bevien els assetjats. Ificle se'n va assabentar i va subornar a un servidor de Falant (o potser a Dòrcia, la filla de Falant que s'havia enamorat d'Ificle) i va fer volar per damunt de la ciutadella corbs pintats de blanc amb guix i va fer posar peixos d'amagat a la cisterna. Falant, quan ho va veure, es va desmoralitzar i va capitular. Aquest va ser el final de la dominació fenícia de l'illa.